# اسماعیل اسماعیلی
اسماعیل اسماعیلی (زادهٔ ۱۳۴۶ در قائم‌شهر) بازیکن سابق و مربی فوتبال اهل ایران است.
وی سابقه بازی در تیم‌های نساجی مازندران و سپیدرود رشت را دارد و هدایت تیم‌های نساجی مازندران، صبای قم و برق جدید فارس را بر عهده داشته‌است.

## زندگی ورزشی
اسماعیل اسماعیلی در دوران بازیگری‌اش دو مقطع را در نساجی گذراند و مدتی از کاپیتان‌های این تیم نیز بود. وی همچنین مقطعی را در سپیدرود گذراند.

## دوران مربیگری
اسماعیل اسماعیلی مدرک A مربیگری را دارد و در سال ۱۳۷۸ و ۱۳۷۹ دستیار نادر دست‌نشان در تیم بزرگسالان نساجی بود. بعد از قطع همکاری دست‌نشان با نساجی در سال ۱۳۸۰ پیشنهاد سرمربیگری نساجی را بخاطر رفاقت با نادر نپذیرفت و دو سال بعد بعنوان کمک نادر در شهید قندی یزد مشغول بکار شد و با این تیم به پلی‌آف رفت. وی اتفاقاً در سال بعد نیز بعنوان کمک نادر با پیام مشهد پلی‌آف را تجربه کرد. وی با مس کرمان به لیگ برتر رسید و یک نیم فصل با دست‌نشان لیگ برتر فوتبال ایران را تجربه کرد و سپس به پگاه گیلان رفت و در کنار نادر دست‌نشان علاوه بر نجات پگاه از سقوط به دسته اول جلوگیری کرد تیم پگاه را نایب قهرمان جام حذفی فوتبال ایران کرد. وی همچنین در ۸ بازی پایانی و بعد از حضور مهدی پرهام سرمربی نساجی شد و یک بازی مانده به پایان فصل نساجی را از سقوط نجات داد. وی سال بعد از حضور دست‌نشان در نساجی مجدداً دستیار نادر شد و بعد از عدم همکاری باشگاه و دست‌نشان در زمان رضا فروزانی همچنان و بعنوان مشاور مدیرعامل محمدحسن حیدرزاده به کارش ادامه داد و با وجود اخراج گروه فروزانی پیشنهاد سرمربیگری در ۳ بازی پایانی را نپذیرفت و فرهاد کوچک‌زاده سرمربی نساجی شد. وی در زمان حضور سعید آذری و همکاریش با نساجی حکم مشاور فنی باشگاه را پذیرفت و بعد از حضورش در استیل آذین جهت همکاری در استیل از وی دعوت به همکاری کرد. وی در همان سالی که مشاور فنی نساجی بود. همزمان مربی تیم ملی دانش آموزی ایران شد و تیم ملی را نایب قهرمان جهان کرد. وی در سال ۱۳۹۰ با وجود قرارداد با استیل آذین سرمربیگری نساجی را جهت کمک به نساجی پذیرفت و نتایج قابل توجه کسب کرد و تیم را تا قبل بازی آخر مدعی صعود نگه داشت. وی در سال ۱۳۹۵ بعنوان مدیرفنی نساجی انتخاب شد و سال بعد مدتی هدایت صبای قم را بر عهده داشت و سپس بعنوان سرمربی برق جدید فارس انتخاب شد. وی در سال ۱۳۹۹ بعنوان دستیار ساکت الهامی در نساجی مشغول شد و در سال ۱۴۰۱ ابتدا سرپرست نساجی شد و قهرمانی در جام حذفی فوتبال ایران را با این تیم تجربه کرد و سپس سرمربی نساجی در لیگ برتر فوتبال ایران شد.